# Ixalotriton
Ixalotriton é um género de anfíbios caudados pertencente à família Plethodontidae.

## Espécies
- Ixalotriton niger
- Ixalotriton parvus